# Wahlen in Brasilien 2022

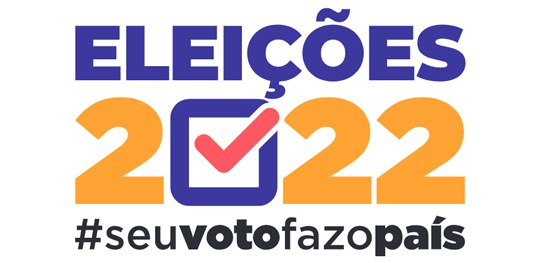
Logo der Wahlen 2022

Die Wahlen in Brasilien 2022 fanden am 2. Oktober 2022 statt. Etwa 156,4 Millionen Wahlberechtigte wählten in gleichzeitig stattfindenden Wahlen
- den Präsidenten und Vizepräsidenten bei der Präsidentschaftswahl in Brasilien 2022
- die Senatoren und Abgeordneten des Nationalkongresses bei den Parlamentswahlen in Brasilien 2022
- die Gouverneure und Vizegouverneure der Bundesstaaten bei den Gouverneurswahlen in Brasilien 2022
- die Abgeordneten der Legislativversammlungen der Bundesstaaten als Teil der Parlamentswahlen.

Nach Entscheidungen des Tribunal Superior Eleitoral (Oberstes Wahlgericht) und des Supremo Tribunal Federal (Oberstes Bundesgericht) müssen politische Parteien für ihre afrobrasilianischen und weiblichen Kandidaten Gelder und Sendezeiten proportional aufteilen.

## Gouverneurswahlen
Die Gouverneurswahlen finden zeitgleich mit den Präsidentschaftswahlen und den gesamtstaatlichen und einzelstaatlichen Parlamentswahlen statt. Gewählt werden die 27 Gouverneure mit ihren Vizegouverneuren der brasilianischen Bundesstaaten und des Bundesdistrikts.